# Communauté rurale de Mbadiane
La communauté rurale de Mbadiane est une communauté rurale du Sénégal située au nord-ouest du pays. 
Elle fait partie de l'arrondissement de Darou Mousty, du département de Kébémer et de la région de Louga.